# La Main de l'enfer
La Main de l'enfer (Die Hand Die Verletzt) est le 14e épisode de la saison 2 de la série télévisée X-Files. Dans cet épisode, Mulder et Scully enquêtent sur le meurtre rituel d'un adolescent dans une ville où certains professeurs de lycée sont des adorateurs du Diable.
Cet épisode est le dernier écrit par Glen Morgan et James Wong avant leur départ pour créer la série Space 2063, et le premier réalisé par Kim Manners pour X-Files. Il parodie, à travers les membres blasés d'une secte satanique, l'hypocrisie d'une partie des fidèles des religions traditionnelles. Il a été accueilli favorablement par la critique.

## Résumé
À Milford Haven, dans le New Hampshire, quatre professeurs de lycée, Jim Ausbury, Deborah Brown, Pete Calcagni et Paul Vitaris, débattent de sujets scolaires avant de clore leur réunion par un hymne satanique. Dans la nuit, quatre lycéens vont dans les bois pour s'amuser à faire de la magie noire. Ils fuient quand des événements étranges se produisent mais l'un d'eux est attrapé par un inconnu. Son corps est retrouvé, les yeux et le cœur arrachés, ce qui conduit Mulder et Scully à mener une enquête. Les professeurs du lycée prétendent que les jeunes gens ont libéré des forces démoniaques avec leurs rituels, théorie que semble confirmer des phénomènes tels qu'une pluie de grenouilles.
Phyllis Paddock, une enseignante remplaçante qui vient d'arriver, conserve le cœur et les yeux de la victime dans un tiroir de son bureau. Pendant l'un de ses cours, lors d'un examen sur une dissection, Shannon, la belle-fille de Jim Ausbury, a des hallucinations et craque nerveusement. Interrogée par Mulder et Scully, Shannon affirme avoir été violée et mise enceinte par son beau-père à de multiples reprises pendant son enfance, lors de messes noires qu'il dirigeait et où la secte sacrifiait des bébés. Ausbury dément farouchement ces accusations. Plus tard, alors que Shannon rattrape l'examen, Phyllis Paddock accomplit un rituel qui oblige la jeune fille à se trancher les veines. Le groupe de professeurs prévoit de se servir de la mort de Shannon pour lui faire porter la responsabilité du meurtre précédent, mais Ausbury avoue à Mulder l'existence de la secte. Il continue toutefois à nier les meurtres et abus sexuels, affirmant que Shannon a mélangé fantasme et réalité lorsque ses souvenirs ont ressurgi.
Pendant que Scully fait des recherches sur le passé de Mme Paddock, cette dernière téléphone à Mulder en prenant la voix de Scully et en prétendant avoir des ennuis. Mulder menotte Ausbury et part rejoindre Scully. Après son départ, un serpent géant apparaît dans la cave où est attaché Ausbury et le dévore. Scully affirme ne pas avoir appelé Mulder, mais les deux agents sont mis sur une fausse piste par Mme Paddock, qui prétend avoir été agressée par les trois autres professeurs membres de la secte. Ceux-ci, désormais convaincus qu'ils doivent accomplir un sacrifice pour regagner les faveurs de leur maître depuis longtemps délaissé avant qu'il ne soit trop tard, capturent Mulder et Scully. Ils sont sur le point de les sacrifier lorsque Mme Paddock les oblige à se tuer à la place, confirmant qu'il était déjà trop tard pour eux. Mulder et Scully découvrent que Mme Paddock a disparu, ne laissant pour eux qu'un ironique message d'adieu écrit sur le tableau noir.

## Distribution
- David Duchovny : Fox Mulder
- Gillian Anderson : Dana Scully
- Dan Butler : Jim Ausbury
- Susan Blommaert : Phyllis Paddock
- Heather McComb : Shannon
- P. Lynn Johnson : Deborah Brown
- Shawn Johnston : Pete Calcagni
- Doug Abrahams : Paul Vitaris
- Laura Harris : Andrea

## Production

### Préproduction
Le scénario part d'une idée de Glen Morgan de mettre en scène un serpent avalant un être humain. Morgan et James Wong, son coscénariste habituel, quittent X-Files après cet épisode pour produire leur propre série, Space 2063. Ainsi, le message écrit sur le tableau noir par Phyllis Paddock à la fin de l'épisode, « Goodbye. It's been nice working with you » (en français « Au revoir, ça a été sympa de travailler avec vous »), s'adresse également à l'équipe de la série. Morgan et Wong feront toutefois leur retour lors de la quatrième saison après l'échec de Space 2063.
Le nom du lycée de l'épisode, Crowley High School, fait référence à l'occultiste Aleister Crowley. Les noms de deux des professeurs, Deborah Brown et Paul Vitaris, sont inspirés de ceux de fans de la série alors actifs sur Internet. L'une d'elles, Paula Vitaris, écrira d'ailleurs des critiques sur la série dans le magazine Cinefantastique à partir de la troisième saison. Le titre de l'épisode est en allemand et signifie en français « la main qui blesse ». Lors de la séquence pré-générique de l'épisode, les professeurs récitent d'ailleurs la phrase Sein ist die Hand die verletzt ( « ceci est la main qui blesse »).
Au sujet du scénario, Chris Carter déclare qu'après un début amusant, « il prend soudainement un tour très effrayant, sombre et perturbant » quand Shannon craque nerveusement. L'épisode s'approche « un petit peu trop du genre horrifique » à son goût mais demeure « très bon ». Il le décrit aussi comme « un récit édifiant sur le fait de jouer avec le feu, des forces qui dépassent votre imagination ».

### Tournage
L'épisode marque l'arrivée sur la série du réalisateur Kim Manners, qui deviendra par la suite le metteur en scène le plus prolifique de X-Files. Un autre réalisateur devait initialement diriger l'épisode avant de se désister. Le choix de Manners pour le remplacer ne fait pas l'unanimité car il est un adepte de l'école de pensée de Stephen J. Cannell, selon laquelle les scénaristes et les réalisateurs doivent travailler ensemble pour choisir les acteurs, faire les repérages et tourner les épisodes. Cette école de pensée n'est alors pas très bien considérée mais Glen Morgan appuie le choix de Manners et réussit à le faire engager.
Plusieurs animaux sont employés lors du tournage. Pour la scène de la pluie de grenouilles, l'équipe de production pense d'abord à utiliser de faux batraciens mais ils ne sont pas considérés comme assez convaincants et présentent l'inconvénient de « ne pas pouvoir sauter après être tombés ». De vraies grenouilles sont donc lâchées depuis une faible hauteur. Un véritable serpent est également utilisé, le plan où il rampe jusqu'en bas des escaliers se révélant d'ailleurs difficile à tourner. L'acteur Dan Butler est terrifié par le reptile, au point qu'il est incapable de parler lors du tournage de la scène et que les maquilleurs n'ont pas besoin de lui appliquer de la fausse transpiration sur le visage. 

## Accueil

### Audiences
Lors de sa première diffusion aux États-Unis, l'épisode réalise un score de 10,7 sur l'échelle de Nielsen, avec 18 % de parts de marché, et est regardé par 17,7 millions de téléspectateurs.

### Accueil critique
L'épisode a été favorablement accueilli par la critique. Le magazine Empire le classe à la 4e place des meilleurs épisodes de la série, évoquant un épisode « très sombre et effrayant » qui baigne dans une « atmosphère de pure terreur ». Le site The A.V. Club le classe parmi les 20 meilleurs épisodes de la série, Todd VanDerWerff lui donnant la note de A et mettant en avant « l'excellente distribution » ainsi que la combinaison d'humour pervers, d'aspect visuel terrifiant et du sentiment donné que les ténèbres ne peuvent être au mieux que temporairement contenues. Dans leur livre sur la série, Robert Shearman et Lars Pearson lui donnent la note de 5/5, saluant particulièrement la très bonne approche de l'épisode à propos de la religion, son humour noir et ses « formidables décors ». Le magazine Entertainment Weekly, lui donne la note de A-, le qualifiant d'épisode « farfelu et malicieux » dont l'aspect visuel est « stupéfiant » et le commentaire social « très ironique ».
Les auteurs du livre X-Treme Possibilities estiment que les thèmes de « la perte de la foi, des mauvais traitements et des souvenirs réprimés » sont bien abordés, et mettent en avant les rebondissements de l'intrigue et les « décors stylés ». Ils regrettent néanmoins que la fin soit si ouverte et que l'identité de Mme Paddock reste un mystère. Katie Anderson, de Cinefantastique, classe la scène où Shannon imagine que le fœtus de cochon qu'elle dissèque revient à la vie en hurlant à la 5e place des moments les plus effrayants de la série. Le site Le Monde des Avengers évoque un « explosif cocktail de scènes d'épouvante et de vraies pépites d'humour » qui « fonctionne à merveille », encore rehaussé par les « excellentes idées de mises en scène » de Kim Manners et une interprétation « au diapason » avec une mention spéciale pour Susan Blommaert et Heather McComb.
Le personnage de Phyllis Paddock est régulièrement cité parmi les « monstres de la semaine » les plus marquants de la série. Louis Peitzman, du site Buzzfeed, le classe à la 14e place des monstres les plus effrayants de la série. Katie King, du webzine Paste, le classe à la 15e place des meilleurs monstres de la série.

## Analyse
Selon Robert Shearman et Lars Pearson, l'épisode est une parodie de la religion organisée, et plus particulièrement des fidèles qui feignent d'avoir la foi. Les chrétiens majoritaires aux États-Unis y sont pour l'occasion remplacés par des adorateurs du Diable. L'épisode présente une foi désormais diluée et des croyants qui n'accordent plus qu'une attention superficielle à la religion. Les rituels et les doctrines sont réinterprétés, et les adeptes ne suivent plus que les préceptes qui ne sont pas contraignants. Pour les deux auteurs, il ne fait aucun doute que Phyllis Paddock est le Diable en personne et qu'elle vient juger ses fidèles qui n'affirment leur foi que lorsque cela leur est utile.
Todd VanDerWerff souligne le motif récurrent des portes dans l'épisode, citant comme exemples la porte derrière laquelle filtre la lumière au début de l'épisode, celle derrière laquelle Phyllis Paddock mène ses rituels, et celle du sous-sol dans lequel Ausbury est enfermé et qui s'ouvre pour laisser entrer le serpent. Il note aussi que paddock signifie « enclos ». Cet usage des points de passage, portes et enclos, implique pour lui la notion « d'ouvrir un portail vers un autre monde et de laisser un mal ancien pénétrer dans le nôtre ».